# 愉田苑

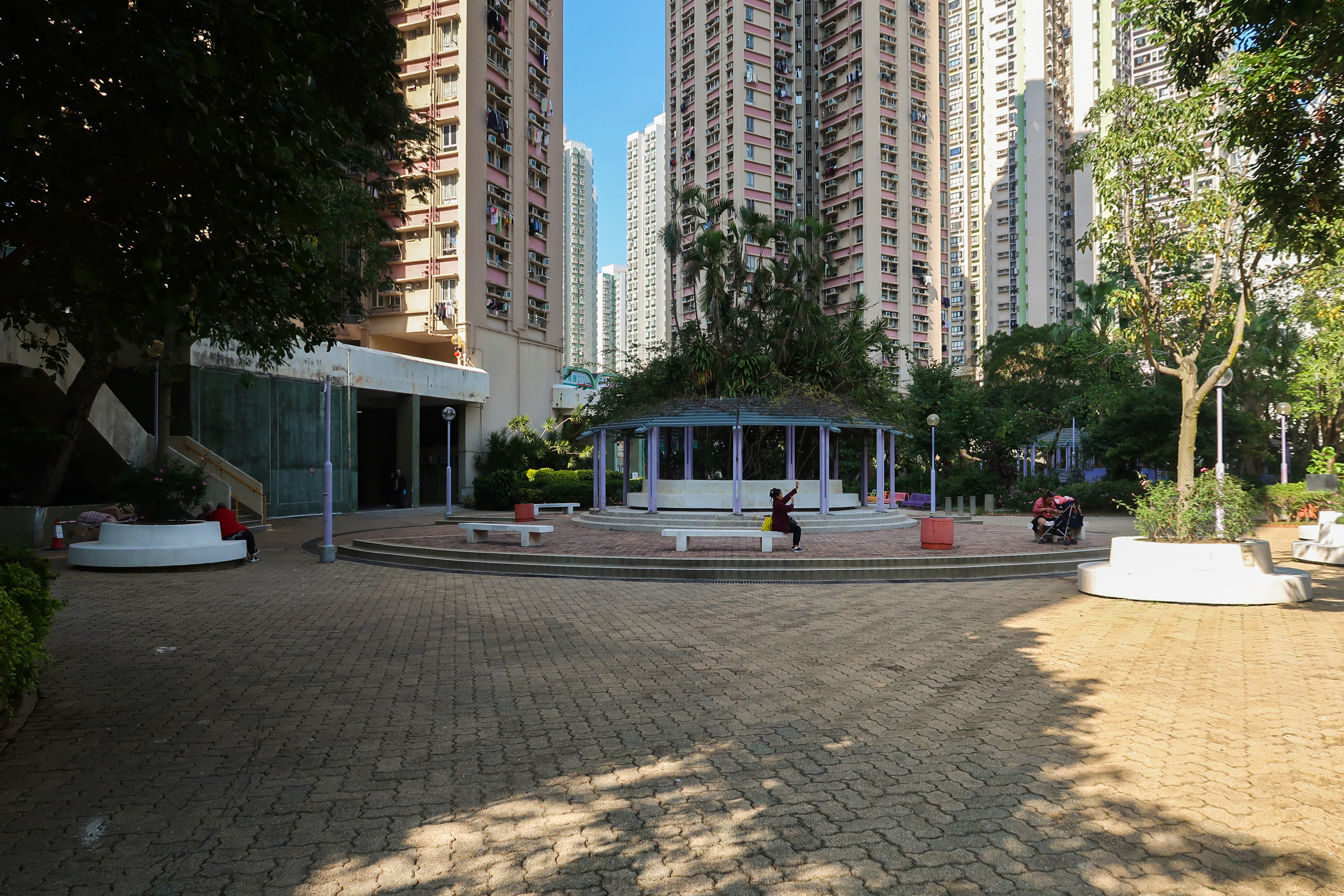
兒童遊樂場及地面花園

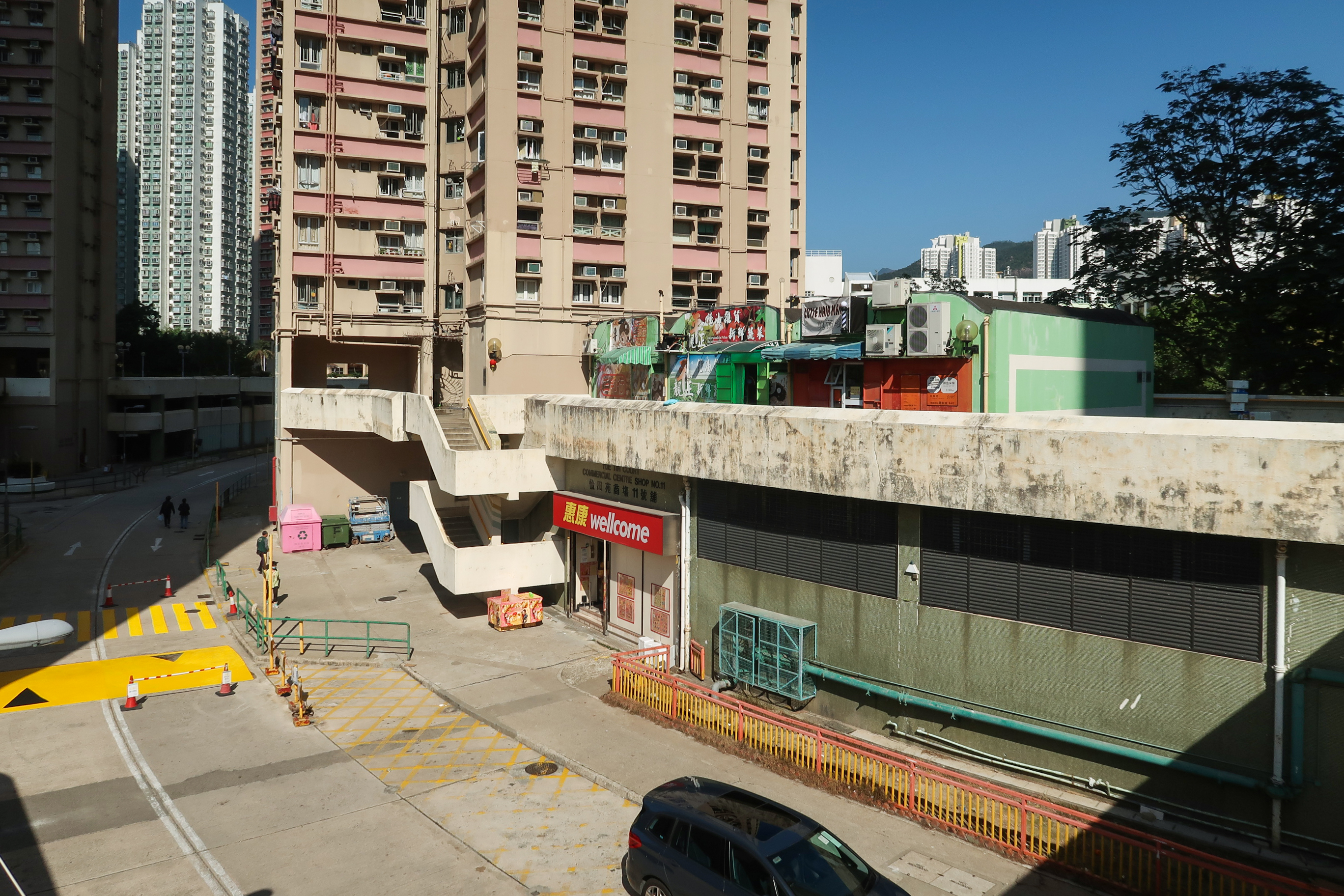
愉田苑商場設超級市場、小型街市和剪髮店

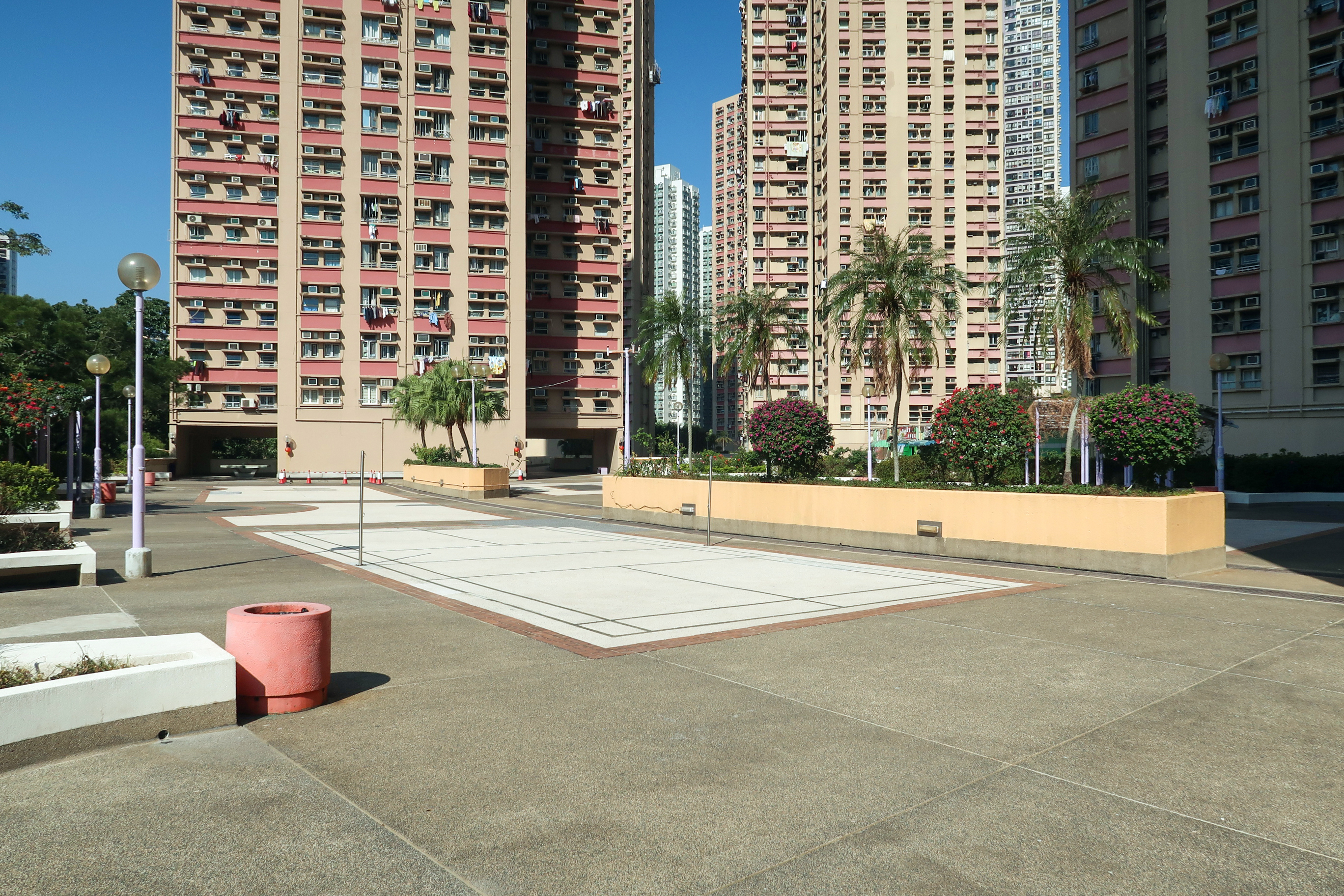
屋苑內的平台花園

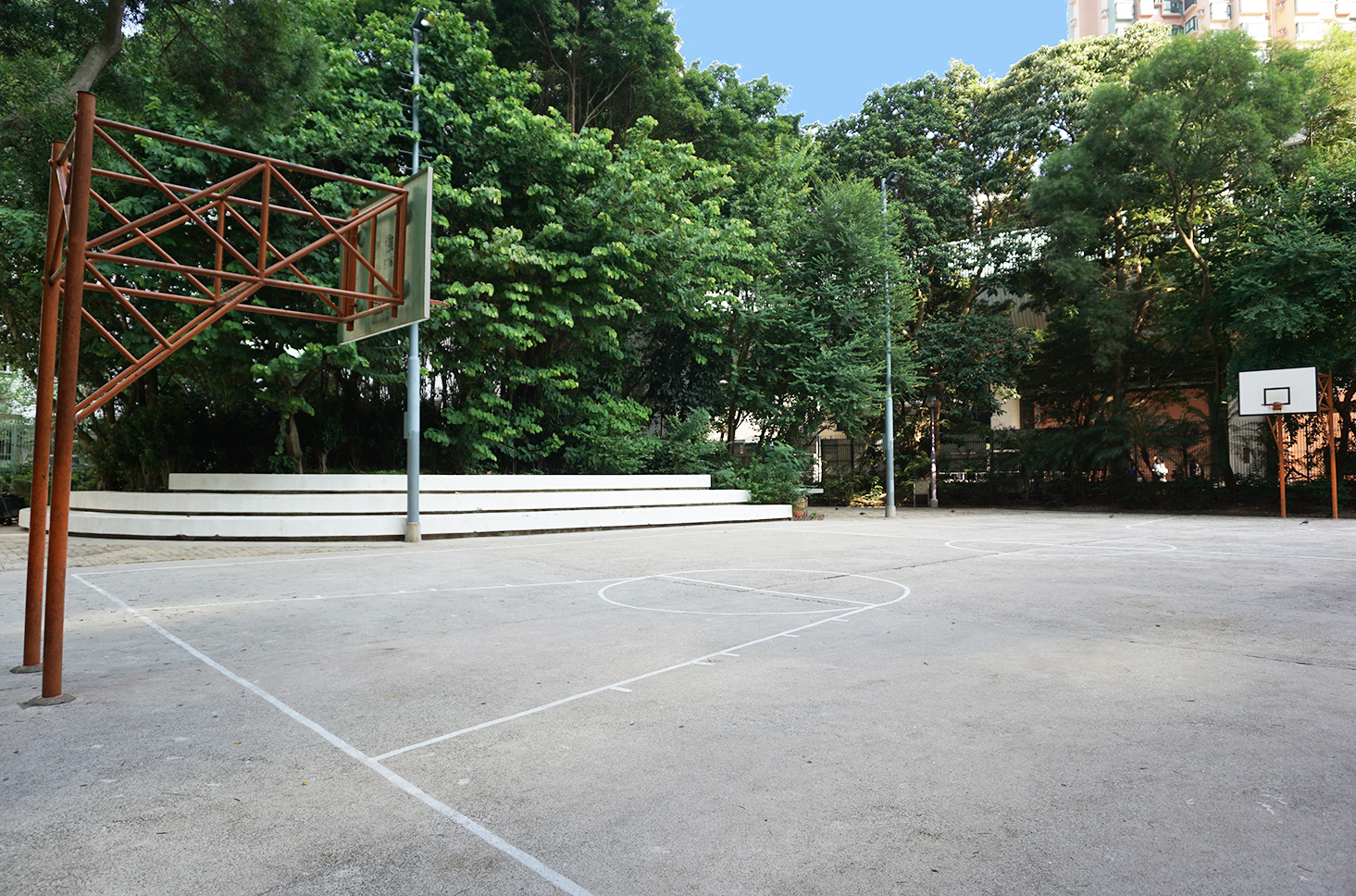
籃球場

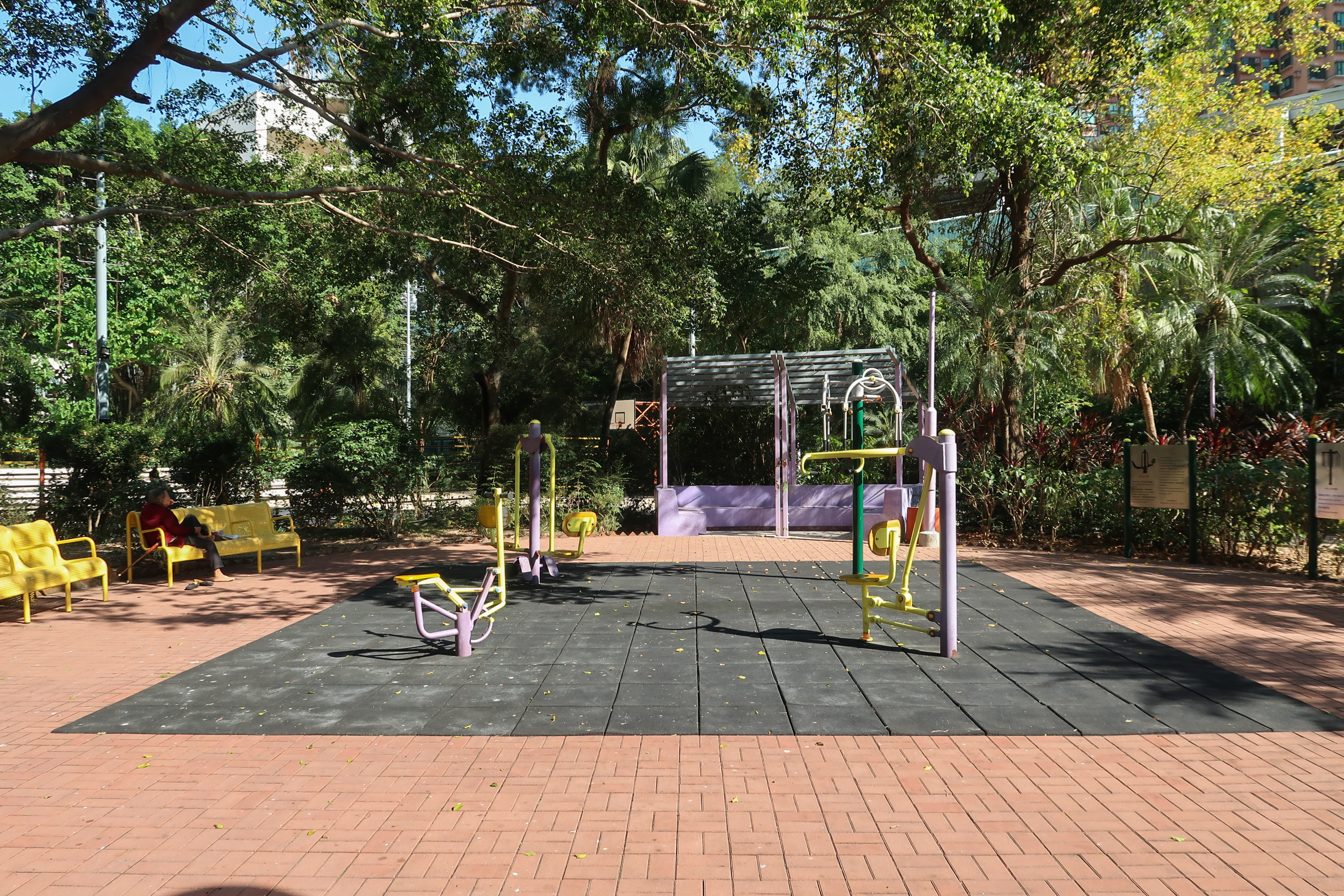
健體區

愉田苑（英語：Yue Tin Court）是香港房屋委員會在沙田區的居者有其屋屋苑之一，位於新界沙田圓洲角的填海地上，鄰近沙田第一城及港鐵第一城站，在1980年11月動工，1982年至1983年落成，總建築商是鴻運建築有限公司。

## 屋苑資料

### 樓宇
| 樓宇名稱（座號） | 門牌號碼   | 樓宇類型     | 落成年份 | 樓宇層數 （住宅層數） | 每層伙數 | 每座單位數目（伙） | 建築師       | 承建商           | 提供升降機的廠商 |
| ---------------- | ---------- | ------------ | -------- | --------------------- | -------- | ------------------ | ------------ | ---------------- | ---------------- |
| 愉瑞閣（A座）    | 銀城街23號 | 彈性十字二型 | 1983年   | 27 （1-27樓）         | 8        | 216                | 房屋署建築師 | 鴻運建築有限公司 | 三菱             |
| 愉和閣（B座）    | 銀城街19號 | 彈性十字二型 | 1983年   | 27 （1-27樓）         | 8        | 216                | 房屋署建築師 | 鴻運建築有限公司 | 三菱             |
| 愉健閣（C座）    | 銀城街15號 | 彈性十字二型 | 1982年   | 27 （1-27樓）         | 8        | 216                | 房屋署建築師 | 鴻運建築有限公司 | 三菱             |
| 愉澤閣（D座）    | 銀城街11號 | 彈性十字二型 | 1982年   | 27 （1-27樓）         | 8        | 216                | 房屋署建築師 | 鴻運建築有限公司 | 三菱             |
| 愉逸閣（E座）    | 銀城街13號 | 彈性十字一型 | 1983年   | 35 （1-35樓）         | 8        | 280                | 房屋署建築師 | 鴻運建築有限公司 | 三菱             |
| 愉悅閣（F座）    | 銀城街17號 | 彈性十字一型 | 1983年   | 35 （1-35樓）         | 8        | 280                | 房屋署建築師 | 鴻運建築有限公司 | 三菱             |
| 愉群閣（G座）    | 銀城街21號 | 彈性十字一型 | 1983年   | 35 （1-35樓）         | 8        | 280                | 房屋署建築師 | 鴻運建築有限公司 | 三菱             |

### 設施
屋苑設有兩個花園，地面設施包括兒童遊樂場、籃球場、排球場、社區園圃「綠田園」、滾軸溜冰場和健體區。而平台花園設兩個羽毛球場和乒乓球枱。其他設施包括宣道會沙田堂社區服務中心總部和停車場。

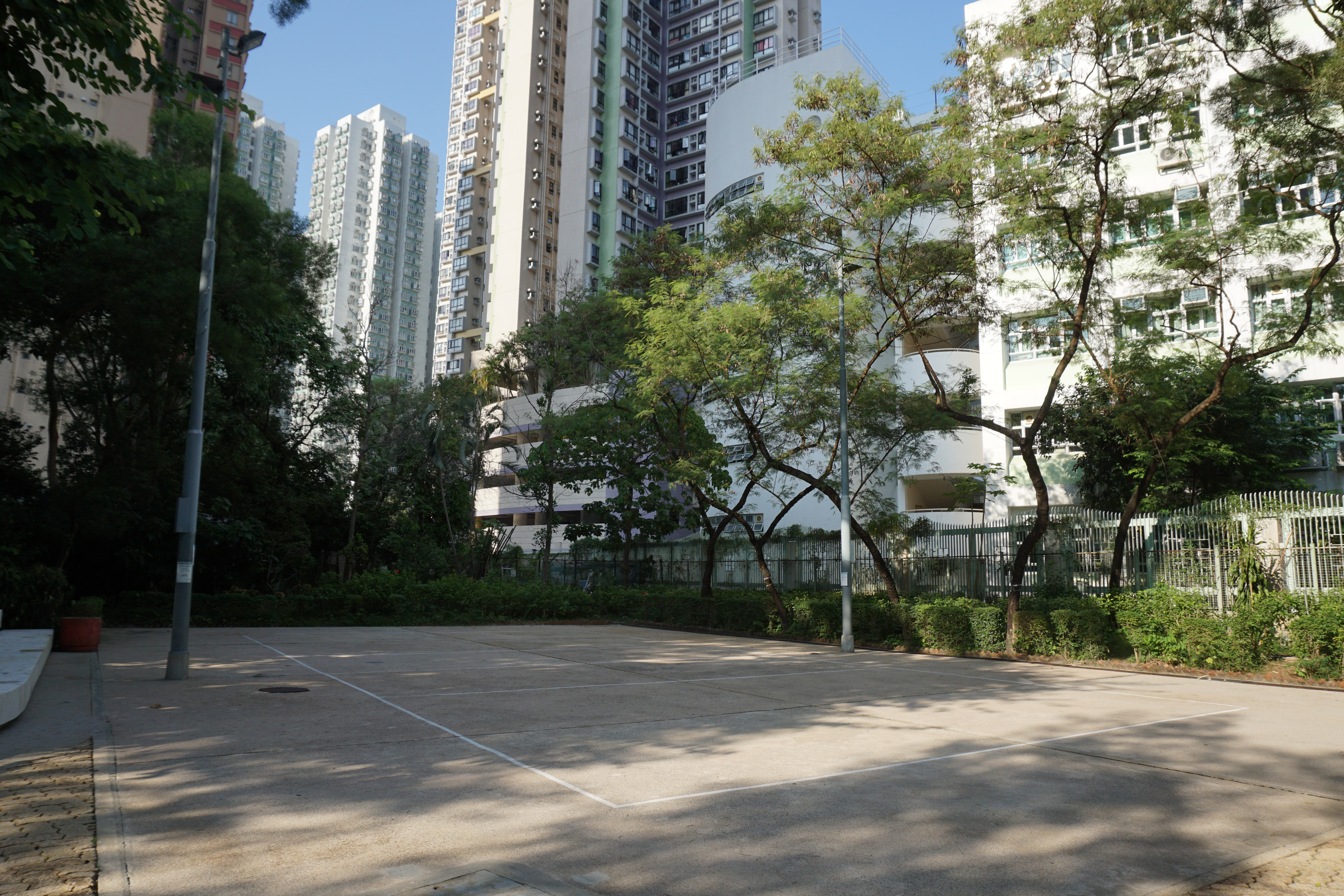
排球場
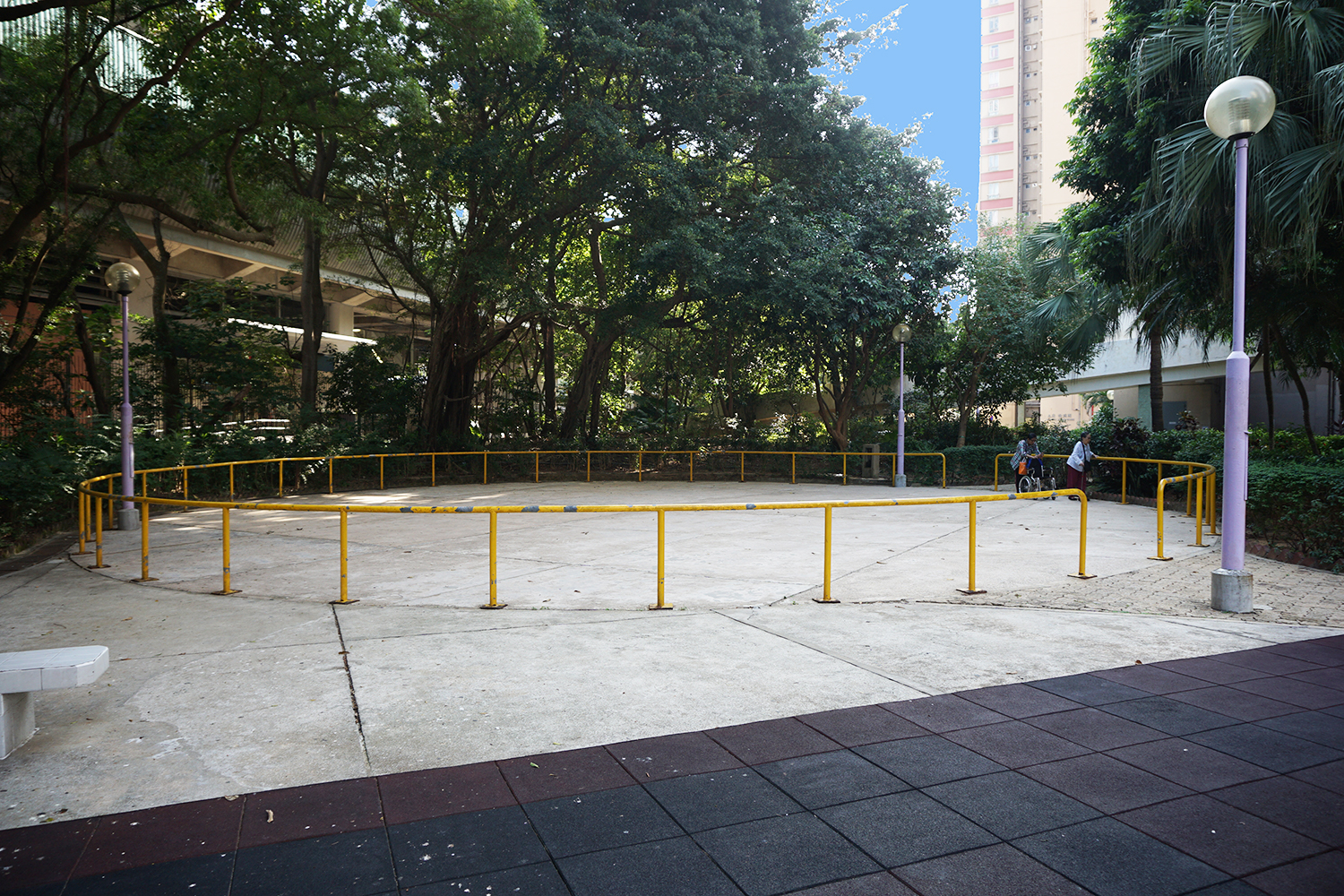
滾軸溜冰場
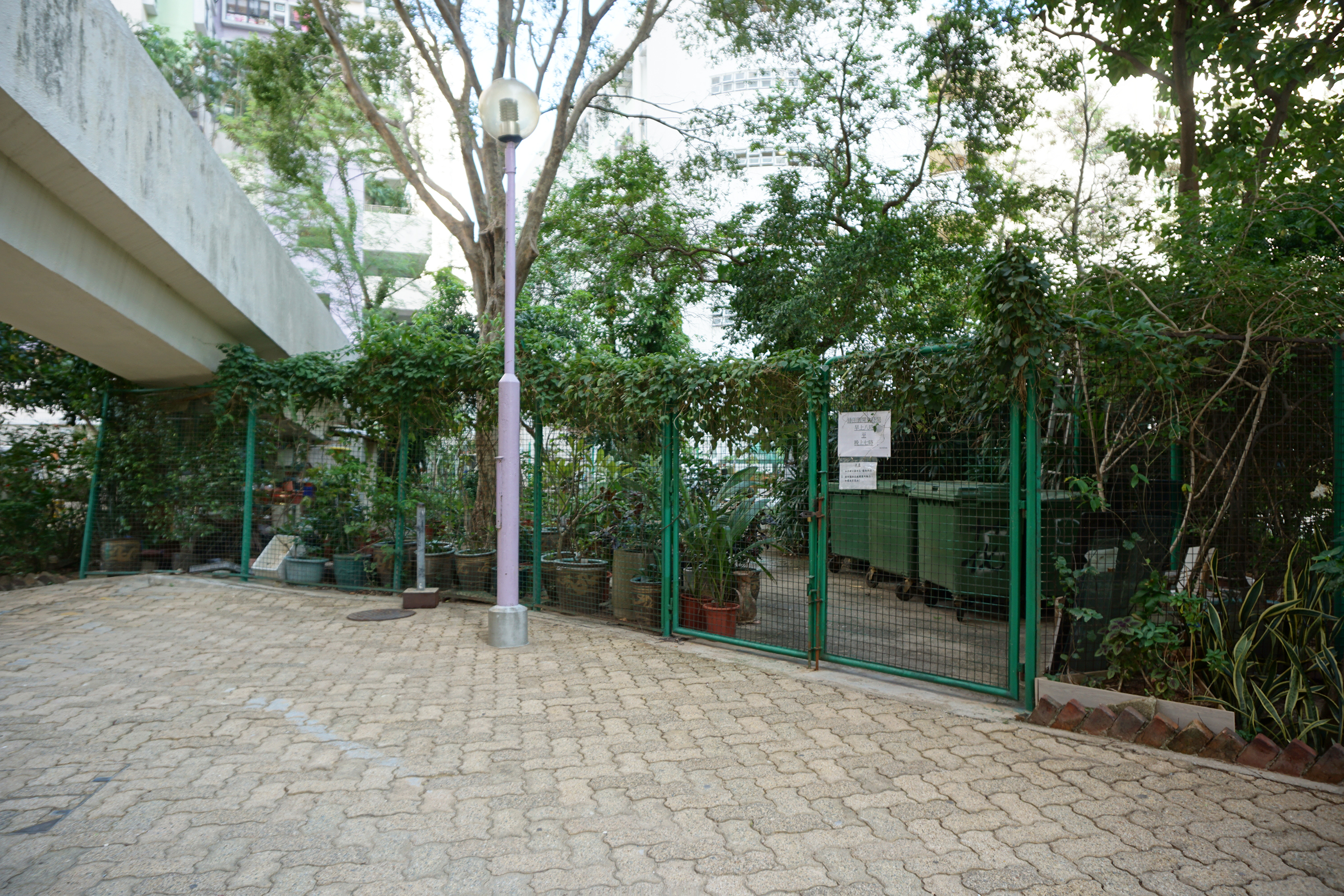
社區園圃「綠田園」
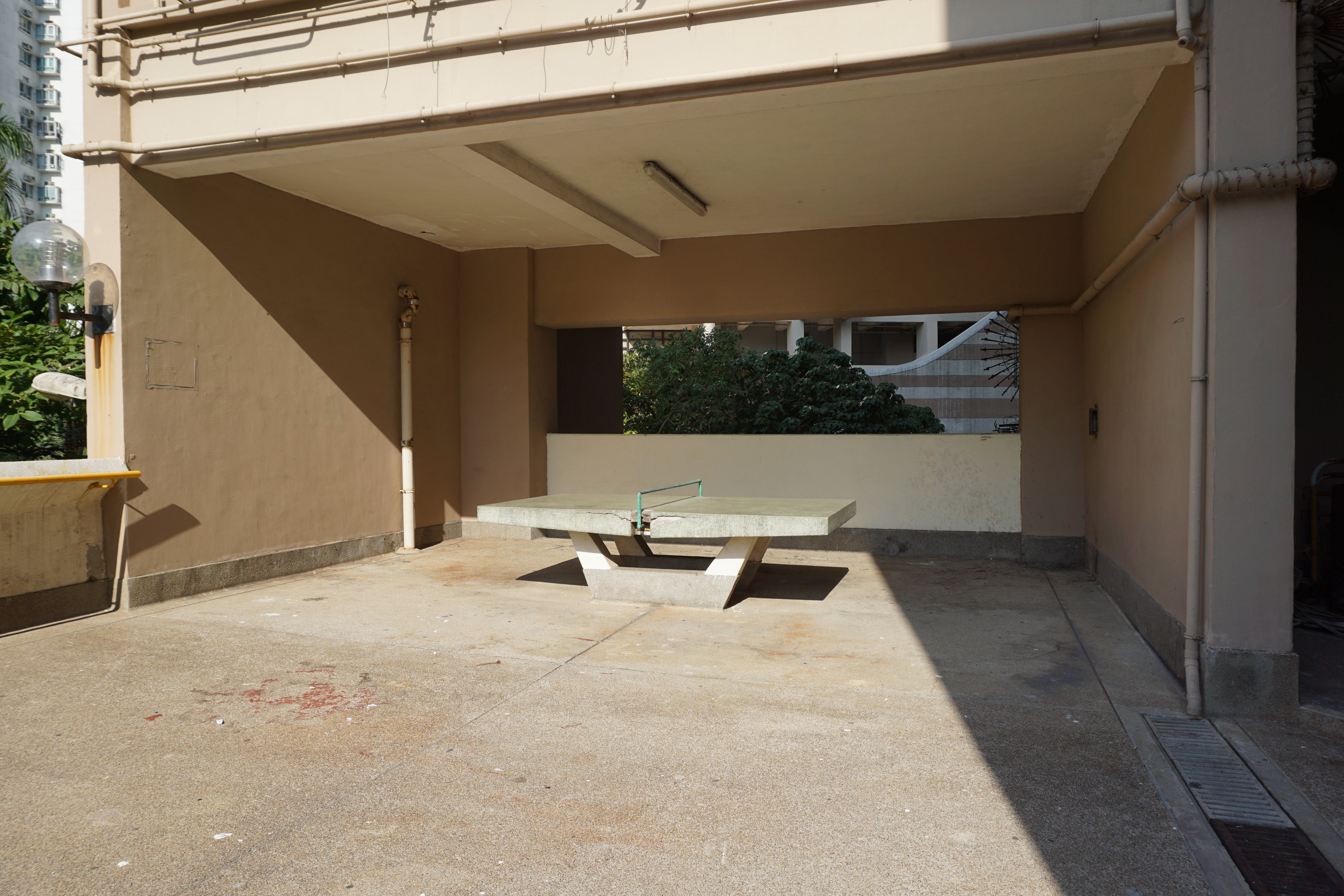
乒乓球枱
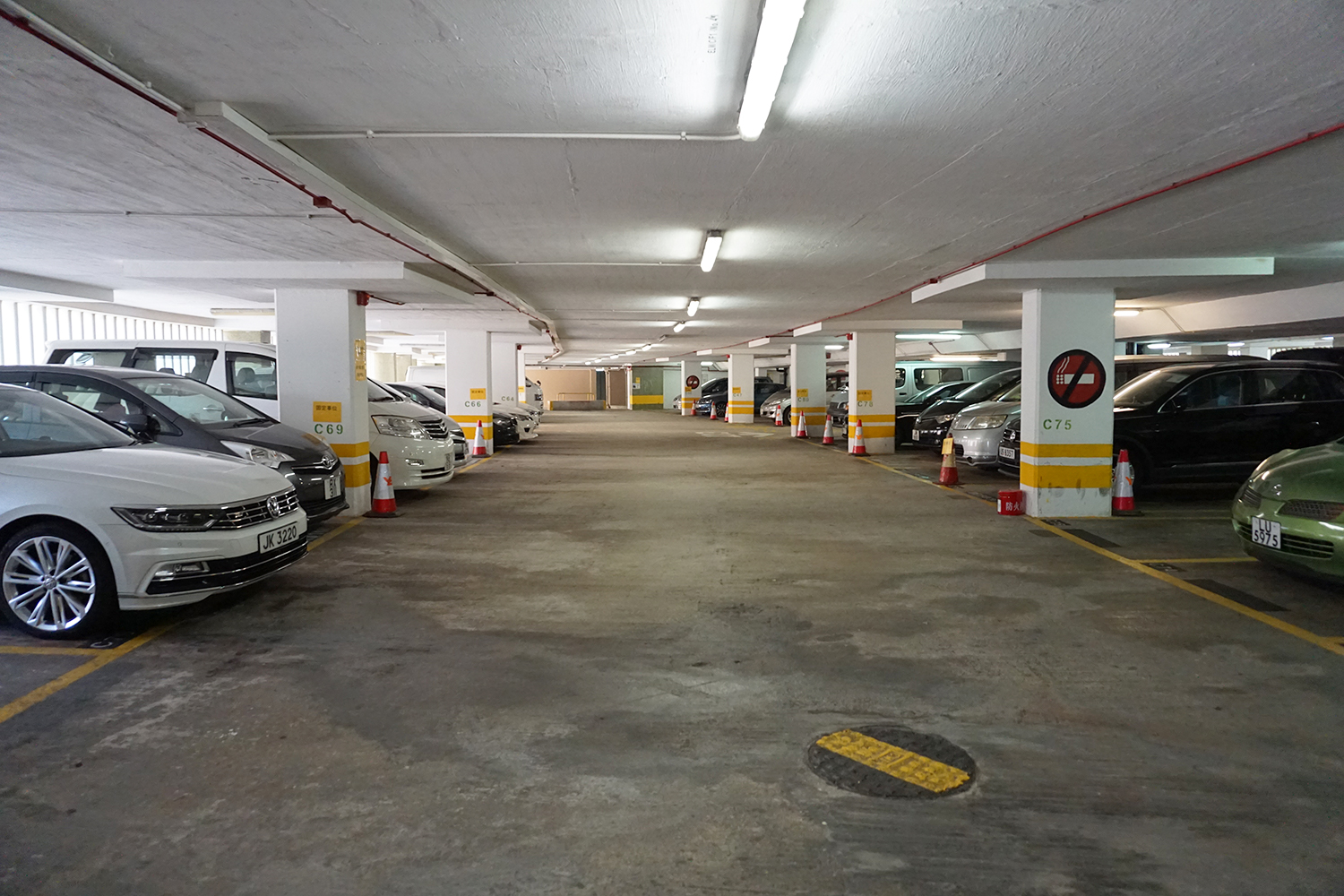
停車場

## 教育設施

### 幼稚園
- 耀榮中英文幼稚園（愉田苑） （页面存档备份，存于）（1984年創辦）

### 中學
- 五旬節林漢光中學（1983年創辦）

## 所屬區議會
愉田苑屬於沙田區議會愉城，現任區議員是沙田區政成員石威廉。而在立法會地區直選當中，則屬於新界東北（LC10）選區。

### 歷屆議員
| 屆別           | 議員   | 政治聯繫 | 政治聯繫 |
| -------------- | ------ | -------- | -------- |
| 1994年－1999年 | 劉帶生 |          | 民主黨   |
| 2000年－2003年 | 劉帶生 |          | 民主黨   |
| 2004年－2007年 | 劉帶生 |          | 民主黨   |
| 2008年－2011年 | 梁家輝 |          | 公民力量 |
| 2012年－2015年 | 梁家輝 |          | 公民力量 |
| 2016年－2019年 | 梁家輝 |          | 公民力量 |
| 2020年－2023年 | 石威廉 |          | 沙田區政 |